# Kamienica przy ulicy Warszawskiej 43 w Katowicach
Kamienica przy ulicy Warszawskiej 43 w Katowicach – zabytkowa narożna kamienica mieszkalno-handlowa w Katowicach, położona przy ulicy Warszawskiej 43 i ulicy ks. K. Damrota 2, na terenie dzielnicy Śródmieście. Wybudowano ją w 1896 roku w stylu historyzmu z bogatą dekoracją sztukatorską według projektu opracowanego w pracowni Ignatza Grünfelda.

## Historia

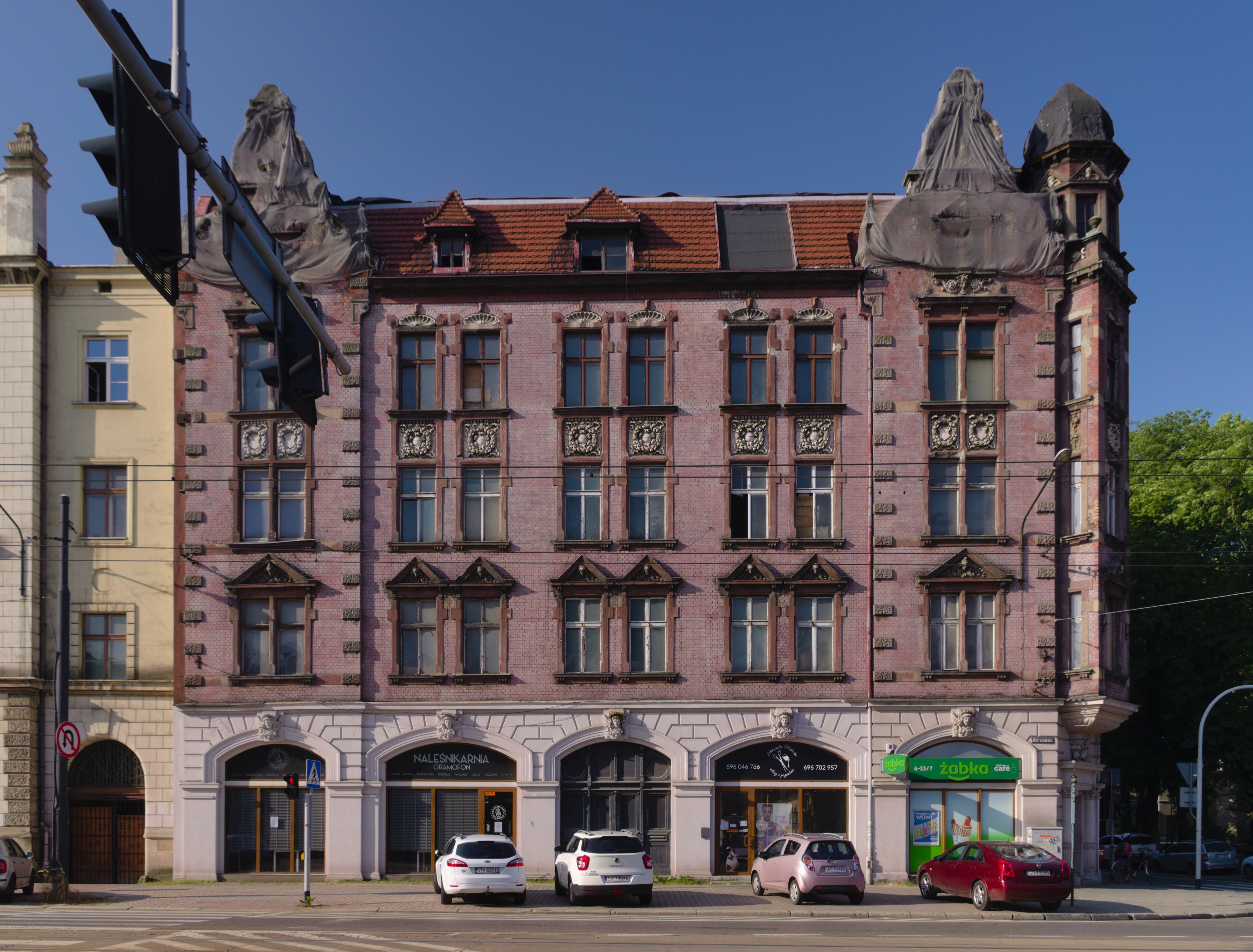
Kamienica od strony ulicy Warszawskiej w 2021 r.

Kamienica została wzniesiona w 1896 roku na narożnej działce jako budynek mieszkalny w miejscu wcześniejszego wolnostojącego obiektu, prawdopodobnie domu bądź willi mieszkalnej, w pobliżu kościoła Mariackiego i w bezpośrednim sąsiedztwie ówczesnej siedziby starostwa powiatu katowickiego. Projekt kamienicy opracowano w pracowni Ignatza Grünfelda.
W latach 20. XX wieku działał tutaj warsztat szklarski oraz spółka sprzedająca m.in. samochody. W 1935 roku kamienica przeszła remont elewacji, a w tym czasie właścicielem kamienicy przy ówczesnej ulicy Marszałka Piłsudskiego 43 był Magistrat. Działał tu wówczas skład obrazów, a swoje mieszkanie mieli w niej m.in. starosta powiatu katowickiego Wilhelm Seidler, emerytowany wojewoda śląski Mieczysław Bilski. Część kamienicy przy ulicy ks. K. Damrota 2 miała zaś innego właściciela. Tam też mieszkały głównie rodziny urzędników, a także redaktor Polski Zachodniej Edward Rumun. Działały tam też m.in. sklep z owocami i warsztat szewski.
Po II wojnie światowej na parterze kamienicy znajdowała się placówka pocztowa i inne lokale usługowe. W latach 1945–1967 w części kamienicy przy ulicy Warszawskiej 43 mieszkał artysta, malarz i rzeźbiarz Ludwik Konarzewski junior. Zamieszkiwał on dawną pracownię ojca – Ludwika Konarzewskiego seniora, na poddaszu kamienicy rozbudowanej o część mieszkalną.
Zarządcą kamienicy w latach 90. XX w. było Zrzeszenie Właścicieli i Zarządców Domów (ZWiZD). W 2009 roku Biuro Konserwatora Zabytków wydało opinię dotyczącej koncepcji przebudowy kamienicy na celem handlowo-hotelowe w ramach ustalenia warunków zabudowy, lecz ówczesny właściciel nieruchomości nie przystąpił do prac adaptacyjnych poprzestając na zabezpieczeniu obiektu. Katowicki radny Tomasz Godziek 12 kwietnia 2012 roku złożył do biura Rady Miasta Katowice wniosek o interwencję celem zabezpieczenia opuszczonej wówczas od lat kamienicy.
13 maja 2023 roku w części kamienicy przy ulicy K. Damrota 2 rozpoczęła działalność Galeria Sztuki GX, mające na celu prezentację malarstwa artystów rozpoczynających aktywność w tym zakresie. Niecały miesiąc później, 1 czerwca 2023 roku, kamienicę wpisano do rejestru zabytków nieruchomych województwa śląskiego pod numerem A/1202/23. Decyzja ta stała się ostateczną 6 czerwca tego samego roku.

## Charakterystyka
Kamienica mieszkalno-handlowa położona jest w narożniku ulic Warszawskiej 43 i ks. K. Damrota 2 w Katowicach, na obszarze dzielnicy Śródmieście. Zajmuje ona narożną działkę w zwartym kwartale zabudowy. Jest to budynek murowany z cegły, wzniesiony na planie czworoboku o ściętym jednym narożniku zewnętrznym i niewielkim podwórkiem wewnątrz, zwieńczony dachem dwuspadowym kalenicowym krytym papą. Powierzchnia użytkowa kamienicy wynosi 3852,92 m², a powierzchnia zabudowy 1003 m². Ma ona pięć kondygnacji nadziemnych i jedną podziemną.
Zaprojektowano ją w stylu historyzmu i ma bogatą dekorację sztukatorską. Detal architektoniczny i układ dekoracji jest jednolity na obu elewacjach. Elewacja na piętrach jest ceglana, a na parterze tynkowana z pseudoboniowaniem. Elementy dekoracyjne są zaś tynkowane. Elewacja główna (od strony ulicy Warszawskiej) jest 10-osiowa, a boczna (od strony ulicy ks. K. Damrota) 14-osiowa, o jednakowej kompozycji. Na dwóch skrajnych osiach zaprojektowano niewielkie ryzality zwieńczone dekoracyjnymi szczytami. Narożnik kamienicy został zaakcentowany wykuszem zwieńczonym kopułką i hełmem baniastym. Zachowały się oryginalne otwory parteru, które zostały zamknięte od góry odcinkami łuku, ujętymi profilowanymi opaskami z kluczem w formie głowy, a otwory okienne na wyższych kondygnacjach mają opaski tynkowe z dekoracyjnymi zwieńczeniami: trójkątnymi naczółkami, płycinami z plastyczną rozetą oraz muszlą.
Oficyny kamienicy są zespolone ze skrzydłami bocznymi budynku głównego w czworobok. Mają cztery kondygnacje i są tynkowane. Sienie po obydwu stronach kamienicy są nakryte stropem płaskim, a ściany są artykułowane pilastrami na cokołach. Schody są żeliwne, o drewnianych stopniach. Brama wjazdowa znajduje się od strony ulicy ks. K. Damrota 2.
Kamienica wpisana jest do rejestru zabytków nieruchomych województwa śląskiego – ochroną objęto elewacje frontowe (północną i zachodnią) wraz z wewnętrzną sienią wejściową oraz z wewnętrznym traktem klatki schodowej głównej (od strony północnej). Jest ona także wpisana do gminnej ewidencji zabytków miasta Katowice.
Według stanu z połowy 2023 roku, w systemie REGON zarejestrowanych jest 9 podmiotów gospodarczych z siedzibą przy ulicy Warszawskiej 43 (w tym m.in. kancelarie adwokackie). Funkcjonuje tutaj także m.in.: sklep sieci Żabka, restauracja i naleśnikarnia. W części kamienicy przy ulicy K. Damrota 2 w systemie REGON zarejestrowane jest jedno przedsiębiorstwo.

## Galeria
| - Jeden ze zworników na poziomie pierwszej kondygnacji kamienicy - Otwory okienne na poziomie drugiej kondygnacji od strony ulicy ks. K. Damrota - Brama wjazdowa od strony ulicy ks. K. Damrota |